# Donna de Paradiso
Donna de Paradiso, nota anche come Pianto della Madonna, è una lauda drammatica di Jacopone da Todi.
(Donna de Paradiso, 1-7)
Rappresenta un concitato dialogo tra il nunzio (san Giovanni Evangelista), Gesù, la Madonna e la folla durante gli ultimi momenti della vita di Cristo. Il metro utilizzato è quello della ballata sacra con quartine di settenari rimati AAAY e una ripresa rimata XXY. Il componimento è diviso in una terzina iniziale, oltre a 33 quartine che rappresentano il numero degli anni che aveva Cristo alla sua morte. Le strofe dedicate alla passione sono inoltre tre, simbolo della Trinità.
Ha una grande rilevanza storico-linguistica per il particolare uso del volgare: si alterna un registro basso (il cosiddetto sermo cotidianus) per i personaggi Maria e Gesù, a un registro colto e latineggiante per la folla e il nunzio.
Cristo si rivolge alla Madonna chiamandola mamma le tre volte che si rivolge a lei direttamente e mate quando parla di lei a Giovanni.

## Lalauda drammatica
Donna de Paradiso è l'esempio più famoso di lauda drammatica, nonché in assoluto la prima lauda drammatica costruita interamente sotto forma di dialogo (Gesù-Maria-il nunzio).
Il carattere polifonico, di poesia a più voci, è strettamente associato a una concitazione narrativa che esprime i sentimenti drammatici e contrastanti da cui la scena è dominata: stupore, dolore, odio e amore. Fino a distendersi nell'ultima e più lunga battuta pronunciata da Maria, in una sofferta e quasi ininterrotta invocazione, dove si sommano il più tenero affetto e il dolore più straziante.
All'interno della lauda, il personaggio di Maria assume particolare rilievo e viene rappresentata essenzialmente nella sua umanità di madre. La Madonna appare come una donna disperata per la vicenda del figlio, la cui condanna e morte le sono del tutto incomprensibili, dal momento che Cristo «non fece follia», «a torto è accusato», «non ha en sé peccato». La madre vede il proprio figlio martirizzato, «ensanguinato» e vuole allora morire con lui, salendo sulla stessa croce sul quale Cristo è riposto. La sua disperazione compare nel famoso e corrotto lamento funebre, nel quale coi più dolci appellativi si rivolge alla sua creatura che non è riuscita a sottrarre al martirio.
La Madonna non coglie nella sua morte l'esperienza necessaria per la redenzione dell'umanità dal peccato originale, ma solo l'aspetto terreno di terribile sofferenza.
Anche Cristo rivela attenzioni da figlio nei confronti della madre, che affida alle cure amorevoli di Giovanni, esortandola a restare in vita per servire i «compagni ch'al mondo» ha «acquistato», ma c'è in Cristo quella consapevolezza della sua missione salvifica che manca alla semplice donna del popolo.
Compito del nunzio è quello di riferire alla donna tutto quanto accade intorno alla croce; svolge con scrupolo il suo compito di cronista, non risparmiando alla madre nessuna delle torture inflitte al figlio e senza una sua partecipazione emotiva al dramma.
Due soli sono gli interventi del popolo presente alla scena ed entrambi con la funzione di affermare che in nome della legge Gesù deve essere punito e condannato.
Lo stile ha una notevole forza espressiva: scansione rapida delle frasi e prevalenza della coordinazione nella sintassi e l'uso dell'anafora (la parola figlio). Le frasi esclamative hanno il verbo all'infinito e la forma interrogativa è piena d'incertezza e di tensione. L'uso del tempo verbale al presente conferisce sia immediatezza sia eternità all'evento della passione.
È evidente da queste osservazioni che l'alta materia della Passione dal piano teologico è scesa a quello umano e spettacolarizzato; questo consente al pubblico, a cui è destinata la lauda, d'identificarsi nel dramma della madre e del figlio e di parteciparvi.
Iacopone nel descrivere la Passione di Cristo segue fedelmente i testi sacri della tradizione cristiana (le Sacre Scritture e i Vangeli); inoltre la drammaticità che permea la sua opera è analoga a quella presente in alcune opere dell'arte figurativa contemporanea, come dimostra l'osservazione, a esempio, della Crocifissione di Cimabue, conservata nella basilica superiore di San Francesco d'Assisi. La poesia viene citata da Fabrizio De André (Le nuvole) nel brano Ottocento.